# حزب دموکراسی
حزب دموکراسی (به ترکی: Demokrasi Partisi, DEP) یک حزب سیاسی کرد در کشور ترکیه بود که در ۷ مه ۱۹۹۳ تأسیس شد. احمد ترک، رئیس پیشین حزب کارگران خلق (HEP) و بیشتر نمایندگان مجلس پیشین پس از اولین کنگره حزب در ۲۷ ژوئن ۱۹۹۳ به این حزب پیوست. در دسامبر سال ۱۹۹۳ خطیب دجله به عنوان رئیس جدید حزب انتخاب شد. این حزب بر سر مسئله پ.ک.ک تقسیم شد و دو جناح معتدل و افراطی در آن شکل گرفت. اعضای هر دو حزب کارگران خلق و حزب دموکراسی به دلیل حمایت از حقوق کردها مورد حملات گسترده‌ای قرار گرفتند. بین سال‌های ۱۹۹۱ تا ۱۹۹۴ بیش از ۵۰ عضو حزب دموکراسی به قتل رسیدند. در نتیجه حزب تصمیم گرفت تا از انتخابات شهرداری که قرار بود در ۲۷ مارس ۱۹۹۴ برگزار شود، کناره‌گیری کند. در تاریخ ۲ مارس ۱۹۹۴، پارلمان ترکیه مصونیت نمایندگان حزب دموکراسی را لغو کرد و اورهان دوغان و خطیب دجله بازداشت شدند. تا ۱۶ ژوئن ۱۹۹۴، شش عضو حزب زندانی شدند و در نهایت فعالیت حزب ممنوع اعلام شد.